# Force aérienne de la république arabe du Yémen
L’Armée de l’air de la république arabe du Yémen (YARAF) a été officiellement créée le 20 novembre 1967.

## Aéronefs
Les Soviétiques ont livré neuf chasseurs MiG-17 et un seul avion d’entraînement MiG-15UTI, ainsi que quatre Iliouchine Il-28 et trois Antonov An-2. Avec quatre MIG-17F, deux Il-28, deux Il-14 et quelques Yakovlev Yak-11 donnés par les Égyptiens lorsqu’ils se sont retirés, et les Zlin Z 126 restants, ces avions constituaient toute la flotte de l’armée de l’air nouvellement créée à la fin de 1967. 
l’Arabie saoudite et les États-Unis ont conclu un contrat d’armement de 390 millions de dollars, dans lequel les Saoudiens financeraient l’acquisition de matériel militaire et transféreraient certaines de leurs propres armes excédentaires à la YAR. Les États-Unis ont livré des chasseurs Northrop F-5E Tiger II et deux avions de transport Lockheed C-130H Hercules, tandis que l’Arabie saoudite a transféré quatre de ses propres F-5B à la YARAF. L’aide financière saoudienne a également permis au président nord-yéménite Ali Abdallah Saleh de commander de nouvelles armes à l’Union soviétique. Ceux-ci comprenaient 60 MiG-21Bis/UM, 14 Su-22M, 18 Mil Mi-8, trois Antonov An-24 et trois An-26. Les conseillers soviétiques ont également aidé à réparer certains des MiG-15, MiG-17 et Iliouchine Il-28 restants. Cette expansion rapide de la YARAF signifiait que des conseillers étrangers étaient nécessaires pour soutenir ses opérations : alors que les Soviétiques aidaient avec des types d'appareils construits par les Soviétiques, les pilotes et les équipes au sol taïwanais constituaient la majorité du personnel de l’escadron F-5 jusqu’en 1985, et ils n’ont quitté le pays qu’en 1991, après l’unification. De plus, le taux de perte d’aéronefs était élevé, en raison de l’inexpérience des équipages. 
| Aéronefs du nord Yémen            |       |            |                                                                    |
| Combat                            |       |            |                                                                    |
| Désignation                       | Total | En service | Rôle/Info                                                          |
| Northrop F-5E Tiger II            | 14    | 1979-1990  | Avions de combat livrés par les États-Unis, transférés au Yémen    |
| Mikoyan-Gourevitch MiG-15UTI      | 1     | 1967-      | Avions d'entrainement, sort inconnu                                |
| Mikoyan-Gourevitch MiG-17F        | 13    | 1967-      | Avions de combat livrés par l'URSS. sort inconnu                   |
| Mikoyan-Gourevitch MiG-21Bis/UM   | 60    | 1979-1990  | Avions de combat livrés par l'URSS, transférés au Yémen            |
| Soukhoï Su-22M/M2/UM-3K           | 28    | 1979-1990  | Avions de combat livrés par l'URSS, transférés au Yémen            |
| Bombardier                        |       |            |                                                                    |
| Désignation                       | Total | En service | Rôle/Info                                                          |
| Iliouchine Il-28                  | 6     | 1967-      | Bombardiers livrés par l'URSS. sort inconnu                        |
| Transports                        |       |            |                                                                    |
| Désignation                       | Total | En service | Rôle/Info                                                          |
| Iliouchine Il-14                  | 2     | 1967-      | Avions de transport livrés par l'URSS, sort inconnu                |
| Antonov An-2                      | 3     | 1967-      | Avions de transport livrés par l'URSS, sort inconnu                |
| Antonov An-24                     | 3     | 1980-1990  | Avions de transport livrés par l'URSS, transférés au Yémen         |
| Antonov An-26                     | 3     | 1980-1990  | Avions de transport livrés par l'URSS, transférés au Yémen         |
| Lockheed C-130H Hercules          | 2     | 1980-1990  | Avions de transport livrés par les États-Unis, transférés au Yémen |
| Entrainement                      |       |            |                                                                    |
| Designation                       | Total | En service | Rôle/Info                                                          |
| Yakovlev Yak-11                   | 8     | 1967-      | Avions d'entrainement livrés par l'Égypte                          |
| Zlin Z 126                        | 10    | 1967-      | Avions d'entrainement livrés par la Tchécoslovaquie                |
| Hélicoptères                      |       |            |                                                                    |
| Designation                       | Total | En service | Rôle/Info                                                          |
| Aérospatiale SA-316C Alouette III | 8     | 1980-      | Hélicoptères polyvalents livrés par la France                      |
| Mil Mi-1                          | 2     | 1967-      | Hérités du royaume du Yémen                                        |
| Mil Mi-4                          | 4     | 1967-      | Hérités du royaume du Yémen                                        |
| Mil Mi-8                          | 18    | 1979-1990  | Transférés au Yémen                                                |

## Engagements
La YARAF est engagée dans les combats contre les tribus royalistes, notamment pendant le siège de Sanaa. En 1964 l'Egypte va envoyer lors de la guerre civile des chasseurs MiG-19 qui sont les plus avancés de la force aérienne égyptienne.